# Front de Seine

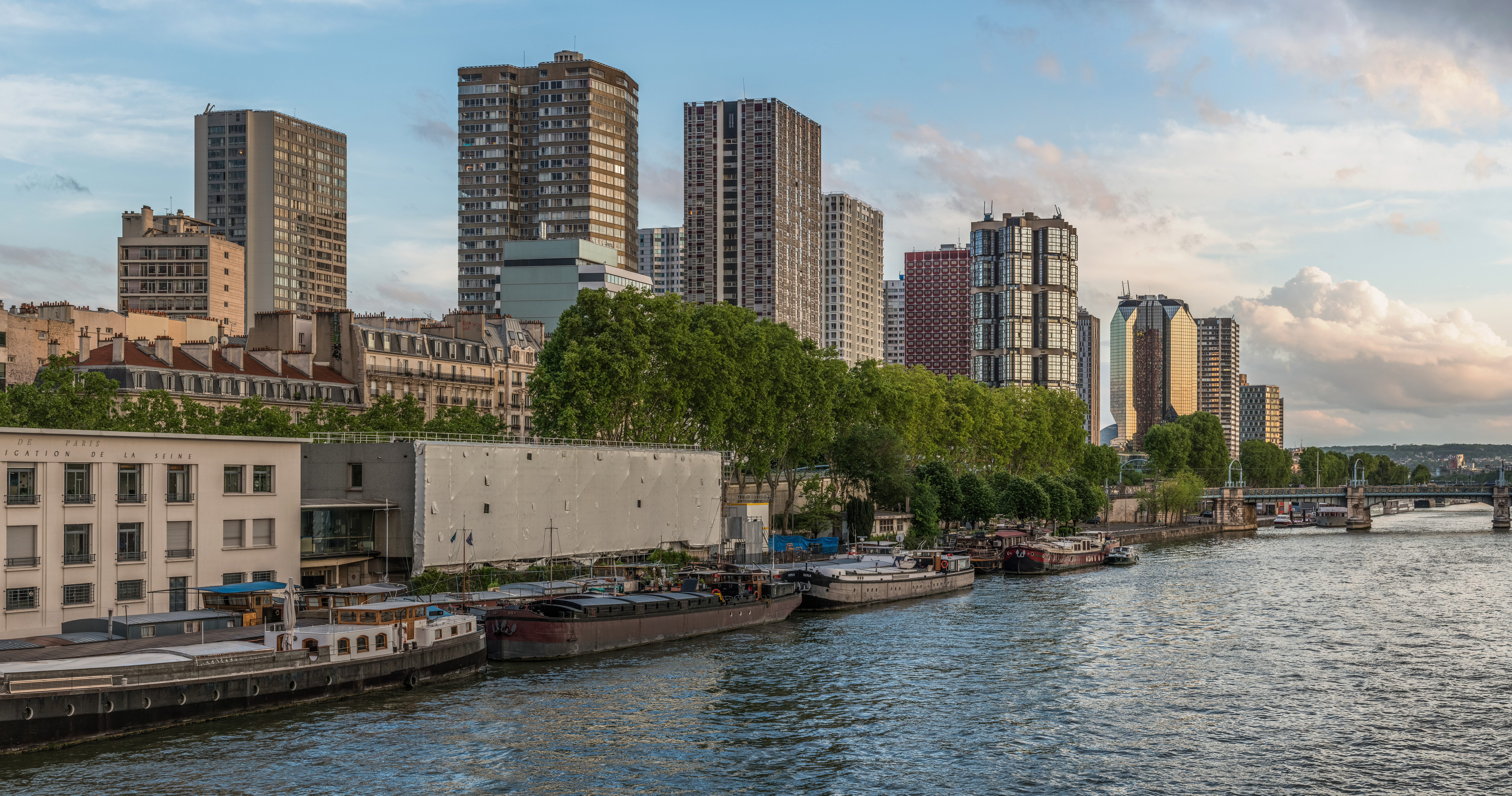
Front de Seine nhìn từ cầu Bir-Hakeim

Front de Seine nhìn từ cầu Mirabeau

Front de Seine ("mặt tiền sông Seine") là một khu phố nằm dọc bờ sông Seine ở quận 15, Paris, cách không xa tháp Eiffel. Khu phố này cũng với quận 13 là những khu vực hiếm hoi trong Paris được xây dựng nhà cao tầng. Các tòa nhà chọc trời thường được xây dựng ở vùng ngoại ô Paris, tập trung nhiều nhất ở khu La Défense.

## Khu phố Front de Seine
Khu phố Front de Seine là kết quả của một dự án quy hoạch đô thị vào thập niên 1970. Khu vực này bao gồm khoảng 20 tòa tháp cao khoảng 100 mét bao quanh một sân trống. Khoảng sân này được lát gạch tạo thành một bức vẽ mà chỉ có thể quan sát được khi đứng trên tầng cao của các tòa pháp. Không giống với khu vực Italie 13 ở quận 13, các tòa nhà ở Front de Seine có kiến trúc và cả màu sắc đa dạng hơn. Và cũng khác với các tòa tháp ở quận 13 dành cho chung cư, hay các tháp chọc trời ở La Défense hầu hết chỉ dành cho văn phòng, Front de Seine là một khu phố hỗn hợp cả hai chức năng thương mại và cư trú.

## Các tòa nhà

### Nhà cao tầng

Front de Seine, 2021

Front de Seine và cầu Bir-Hakeim
Front de Seine nhìn từ cầu Mirabeau
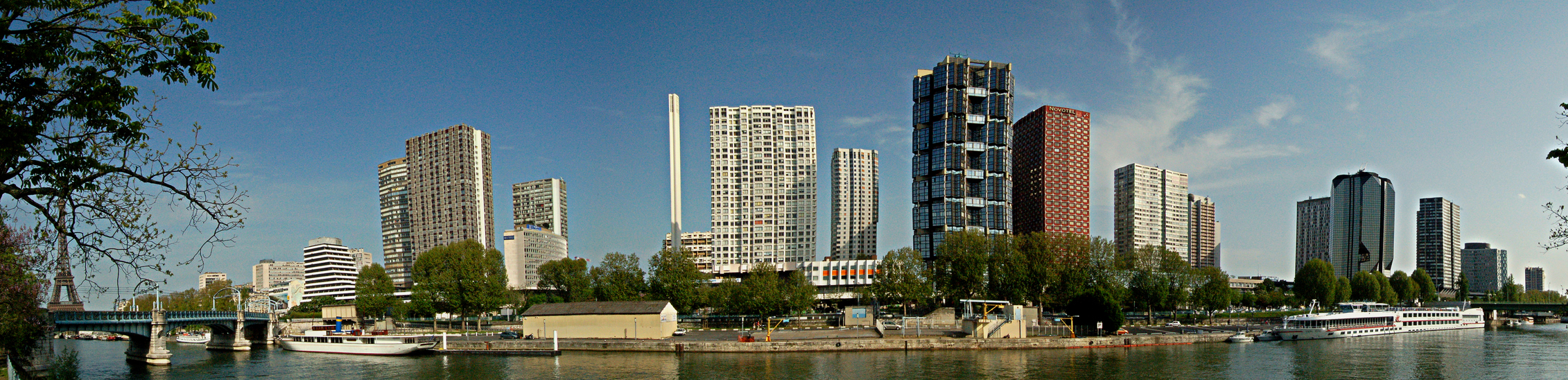
Front de Seine
Toàn cảnh Front de Seine

- Tour Avant-Seine (1975): 98 m, 32 tầng
- Tour Mars (1974): 98 m, 32 tầng
- Tour Paris Côté Seine (1977): 98 m, 32 tầng
- Tour Seine (1970): 98 m, 32 storeys
- Tour Espace 2000 (1976): 98 m, 31 tầng
- Tour Évasion 2000 (1971): 98 m, 31 tầng
- Hôtel Novotel Paris-Tour Eiffel (1976): 98 m, 31 tầng
- Tour Totem (1979): 98 m, 31 tầng
- Tour Beaugrenelle (1979): 98 m, 30 tầng
- Tour Panorama (1974): 98 m, 30 tầng
- Tour Perspective 1 (1973): 98 m, 30 tầng
- Tour Perspective 2 (1975): 98 m, 30 tầng
- Tour Reflets (1976): 98 m, 30 tầng
- Tour Rive Gauche (1975): 98 m, 30 tầng
- Tour Keller (1970): 98 m, 29 tầng
- Tour Cristal (1990): 98 m, 27 tầng
- 79 quai André Citroën: 24 tầng
- Tour Mirabeau (1972): 18 tầng
- Immeuble le Village (1973): 17 tầng
- Bureaux Hachette Livre (1969): 12 tầng
- Tour Mercure (1973): 12 tầng

### Công trình khác
- Tháp ống khói Front de Seine (1971): 130 mét